# Sofron Dmyterko
Sofron Dmyterko OSBM (* 1. Juni 1917 in Bytschkiwzi, Österreich-Ungarn, heute Oblast Ternopil, Ukraine; † 5. November 2008) war Bischof der Eparchie Iwano-Frankiwsk der Ukrainischen Griechisch-Katholischen Kirche in der Ukraine. 

## Leben
Sofron Dmyterko trat der Ordensgemeinschaft der Basilianer des hl. Josaphat bei, legte 1937 Profess ab und empfing die Priesterweihe am 14. Mai 1942. 1968 wurde er geheim zum Bischof ernannt und zum Weihbischof in Iwano-Frankiwsk bestellt. Die Bischofsweihe spendete ihm am 30. November 1968 Bischof Iwan Slesjuk. 1991 wurde er zum Bischof der Eparchie Iwano-Frankiwsk bestellt. Seinem Rücktrittsgesuch im 81. Lebensjahr wurde durch Papst Johannes Paul II. stattgegeben.